# Chieri Volley 2008-2009
Questa voce raccoglie le informazioni riguardanti il Chieri Volley nelle competizioni ufficiali della stagione 2008-2009.

## Stagione
La stagione 2008-09 è per il Chieri Volley, sponsorizzato dalla Famila, la sesta consecutiva in Serie A1; alla guida della squadra viene chiamato Alberto Salomoni, sostituito poi a campionato in corso da Ettore Guidetti, mentre nella rosa sono confermate alcune giocatrici come Bojana Radulović, Giovanna Baliana e Greta Cicolari a cui si aggiungono gli arrivi di Valdonė Petrauskaitė, Sanja Popović e Ramona Puerari; lasciano il club Katarina Barun, Maurizia Borri, Manuela Secolo, Cristina Vincenzi e Kim Willoughby.
Le prestazioni in campionato sono tutt'altro che soddisfacenti: la squadra di Chieri infatti, in tutto il girone di andata, riesce a vincere una sola gara, per 3-2, in casa del Vicenza Volley, chiudendo all'ultimo posto in classifica, non utile per essere ripescata in Coppa Italia. Meglio invece va il girone di ritorno: nonostante inizi con quattro sconfitte di fila, riesce a vincere quattro gare di fila e nelle ultime cinque giornate aggiudicarsi le due partite casalinghe, perdendo però le altre; questi risultati portano il Chieri Volley a concludere il campionato al tredicesimo posto in classifica, retrocedendo in Serie A2.
La sola partecipazione alla Serie A1 2008-09 permette alla squadra di disputare la Coppa Italia; l'avventura però termina già alla prima fase: infatti perde la gara di andata per 3-0 contro la Futura Volley Busto Arsizio e pur vincendo quella di ritorno per 3-2, le bustocche si qualificano alla fase successiva per un miglior quoziente set.

## Organigramma societario
Area direttiva
- Presidente: Maurizio Magnabosco

Area tecnica
- Allenatore: Alberto Salomoni (fino al 1º gennaio 2009), Ettore Guidetti (dal 2 gennaio 2009)
- Allenatore in seconda: Felix Koslowski
- Scout man: Giulio Bregoli

Area sanitaria
- Medico: Giuseppe Ronco
- Preparatore atletico: Alessandro Contadin
- Fisioterapista: Giorgia Valetto

## Rosa
| N° | Nome                 | Ruolo | Data di nascita   | Nazionalità sportiva |
| -- | -------------------- | ----- | ----------------- | -------------------- |
| 1  | Elena Busso          | C     | 4 gennaio 1976    | Italia               |
| 2  | Valentina De Angelis | S     | 26 maggio 1990    | Italia               |
| 3  | Claudia Tarozzo      | L     | 30 settembre 1987 | Italia               |
| 5  | Bojana Radulović     | P     | 3 gennaio 1984    | Serbia               |
| 7  | Valdonė Petrauskaitė | S     | 23 agosto 1984    | Lituania             |
| 8  | Greta Cicolari       | S     | 23 agosto 1982    | Italia               |
| 11 | Sanja Popović        | S/O   | 31 maggio 1984    | Croazia              |
| 12 | Federica Stufi       | C     | 22 marzo 1988     | Italia               |
| 13 | Sanja Aleksovka      | P     | 3 dicembre 1984   | Macedonia del Nord   |
| 14 | Giovanna Baliana     | C     | 26 luglio 1980    | Brasile              |
| 17 | Ramona Puerari       | L     | 7 aprile 1983     | Italia               |

## Mercato
| Acquisti | Acquisti             | Acquisti           | Acquisti   |
| R.       | Nome                 | da                 | Modalità   |
| -------- | -------------------- | ------------------ | ---------- |
| P        | Sanja Aleksovka      | Știința Bacău      | definitivo |
| S        | Valentina De Angelis | Amatori Orago      | definitivo |
| S        | Valdonė Petrauskaitė | Türk Telekom       | definitivo |
| S/O      | Sanja Popović        | Asystel            | definitivo |
| L        | Ramona Puerari       | Giannino Pieralisi | definitivo |
| C        | Federica Stufi       | Esperia            | definitivo |

| Cessioni | Cessioni              | Cessioni      | Cessioni   |
| R.       | Nome                  | a             | Modalità   |
| -------- | --------------------- | ------------- | ---------- |
| S/O      | Katarina Barun        | Metal Galați  | definitivo |
| P        | Arianna Bidoggia      | ?             | definitivo |
| L        | Maurizia Borri        | Busto Arsizio | definitivo |
| C        | Carlijn Jans          | AMVJ          | definitivo |
| S        | Maria Cristina Grieco | ?             | definitivo |
| S        | Rossana Lecca         | ?             | definitivo |
| S        | Rosanna Lella         | ?             | definitivo |
| S        | Alessandra Nido       | ?             | definitivo |
| L        | Sara Petrolo          | ?             | definitivo |
| S        | Manuela Secolo        | Olympiakos    | definitivo |
| C        | Cristina Vincenzi     | Junior Casale | definitivo |
| S        | Kim Willoughby        | Sirio Perugia | definitivo |

## Risultati

### Serie A1

#### Girone di andata
| 1ª giornata - 12 ottobre 2008 PalaPaganelli, Sassuolo             | Sassuolo        | 3 - 1 | Chieri             | 30-32, 25-23, 25-16, 27-25        |
| 2ª giornata - 19 ottobre 2008 PalaMaddalene, Chieri               | Chieri          | 1 - 3 | Robursport Pesaro  | 15-25, 23-25, 25-21, 19-25        |
| 3ª giornata - 26 ottobre 2008 PalaYamamay, Busto Arsizio          | Busto Arsizio   | 3 - 0 | Chieri             | 25-23, 25-21, 25-14               |
| 4ª giornata - 2 novembre 2008 PalaMaddalene, Chieri               | Chieri          | 2 - 3 | Pavia              | 11-25, 25-23, 24-26, 25-20, 11-15 |
| 5ª giornata - 9 novembre 2008 Palasport Città di Vicenza, Vicenza | Vicenza         | 2 - 3 | Chieri             | 25-23, 22-25, 19-25, 25-23, 9-15  |
| 6ª giornata - 16 novembre 2008 PalaMaddalene, Chieri              | Chieri          | 1 - 3 | Giannino Pieralisi | 20-25, 26-24, 21-25, 22-25        |
| 7ª giornata - 23 novembre 2008 PalaEvangelisti, Perugia           | Sirio Perugia   | 3 - 0 | Chieri             | 27-25, 25-15, 25-16               |
| 8ª giornata - 30 novembre 2008 Carisport, Cesena                  | Cesena          | 3 - 1 | Chieri             | 26-24, 14-25, 25-21, 26-24        |
| 9ª giornata - 4 dicembre 2008 PalaMaddalene, Chieri               | Chieri          | 0 - 3 | Asystel            | 33-35, 19-25, 17-25               |
| 10ª giornata - 14 dicembre 2008 Zoppas Arena, Conegliano          | Spes Conegliano | 3 - 1 | Chieri             | 21-25, 25-20, 25-16, 25-20        |
| 11ª giornata - 21 dicembre 2008 PalaMaddalene, Chieri             | Chieri          | 1 - 3 | Santeramo          | 23-25, 22-25, 25-18, 19-25        |
| 12ª giornata - 26 dicembre 2008 PalaNorda, Bergamo                | Bergamo         | 3 - 1 | Chieri             | 25-20, 26-24, 22-25, 25-17        |
| 13ª giornata - 6 gennaio 2009 PalaMaddalene, Chieri               | Chieri          | 1 - 3 | Castellana Grotte  | 18-25, 24-26, 25-23, 15-25        |

#### Girone di ritorno
| 14ª giornata - 11 gennaio 2009 PalaMaddalene, Chieri               | Chieri             | 1 - 3 | Sassuolo        | 27-25, 22-25, 19-25, 23-25        |
| 15ª giornata - 17 gennaio 2009 PalaDionigi, Sant'Angelo in Lizzola | Robursport Pesaro  | 3 - 0 | Chieri          | 25-16, 25-13, 25-22               |
| 16ª giornata - 24 gennaio 2009 PalaMaddalene, Chieri               | Chieri             | 2 - 3 | Busto Arsizio   | 20-25, 19-25, 27-25, 25-20, 18-20 |
| 17ª giornata - 1º febbraio 2009 PalaRavizza, Pavia                 | Pavia              | 3 - 1 | Chieri          | 26-24, 25-23, 18-25, 25-17        |
| 18ª giornata - 15 febbraio 2009 PalaMaddalene, Chieri              | Chieri             | 3 - 1 | Vicenza         | 25-21, 22-25, 25-19, 25-20        |
| 19ª giornata - 21 febbraio 2009 PalaTriccoli, Jesi                 | Giannino Pieralisi | 0 - 3 | Chieri          | 21-25, 22-25, 20-25               |
| 20ª giornata - 1º marzo 2009 PalaMaddalene, Chieri                 | Chieri             | 3 - 2 | Sirio Perugia   | 27-25, 25-22, 23-25, 22-25, 15-8  |
| 21ª giornata - 8 marzo 2009 PalaMaddalene, Chieri                  | Chieri             | 3 - 0 | Cesena          | 27-25, 25-20, 25-21               |
| 22ª giornata - 19 marzo 2009 Sporting Palace, Novara               | Asystel            | 3 - 0 | Chieri          | 25-22, 25-12, 25-17               |
| 23ª giornata - 22 marzo 2009 PalaMaddalene, Chieri                 | Chieri             | 3 - 2 | Spes Conegliano | 19-25, 17-25, 25-22, 25-20, 15-13 |
| 24ª giornata - 29 marzo 2009 PalaCooper, Santeramo in Colle        | Santeramo          | 3 - 1 | Chieri          | 25-21, 25-22, 23-25, 26-24        |
| 25ª giornata - 5 aprile 2009 PalaMaddalene, Chieri                 | Chieri             | 3 - 2 | Bergamo         | 13-25, 21-25, 25-23, 25-19, 15-9  |
| 26ª giornata - 11 aprile 2009 PalaGrotte, Castellana Grotte        | Castellana Grotte  | 3 - 1 | Chieri          | 25-18, 23-25, 25-18, 25-19        |

### Coppa Italia

#### Fase a eliminazione diretta
| Prima fase (andata) - 22 ottobre 2008 PalaMaddalene, Chieri       | Chieri        | 0 - 3 | Busto Arsizio | 20-25, 18-25, 15-25              |
| Prima fase (ritorno) - 29 ottobre 2008 PalaYamamay, Busto Arsizio | Busto Arsizio | 2 - 3 | Chieri        | 25-20, 22-25, 17-25, 25-18, 8-15 |

## Statistiche

### Statistiche di squadra
| Competizione | Punti | In casa | In casa | In casa | In trasferta | In trasferta | In trasferta | Totale | Totale | Totale |
| Competizione | Punti | G       | V       | P       | G            | V            | P            | G      | V      | P      |
| ------------ | ----- | ------- | ------- | ------- | ------------ | ------------ | ------------ | ------ | ------ | ------ |
| Serie A1     | 19    | 13      | 5       | 8       | 13           | 2            | 11           | 26     | 7      | 19     |
| Coppa Italia | -     | 1       | 0       | 1       | 1            | 1            | 0            | 2      | 1      | 1      |
| Totale       | -     | 14      | 5       | 9       | 14           | 3            | 11           | 28     | 8      | 20     |

G = partite giocate; V = partite vinte; P = partite perse

### Statistiche dei giocatori
| Giocatore       | Serie A1 | Serie A1 | Serie A1 | Serie A1 | Serie A1 | Coppa Italia | Coppa Italia | Coppa Italia | Coppa Italia | Coppa Italia | Totale | Totale | Totale | Totale | Totale |
| Giocatore       | P        | PT       | AV       | MV       | BV       | P            | PT           | AV           | MV           | BV           | P      | PT     | AV     | MV     | BV     |
| --------------- | -------- | -------- | -------- | -------- | -------- | ------------ | ------------ | ------------ | ------------ | ------------ | ------ | ------ | ------ | ------ | ------ |
| S. Aleksovka    | 18       | 10       | 7        | 2        | 1        | 1            | 0            | 0            | 0            | 0            | 19     | 10     | 7      | 2      | 1      |
| E. Busso        | 26       | 205      | 106      | 84       | 15       | 2            | 14           | 9            | 4            | 1            | 28     | 219    | 115    | 88     | 16     |
| G. Cicolari     | 25       | 303      | 276      | 17       | 10       | 2            | 29           | 26           | 3            | 0            | 27     | 332    | 302    | 20     | 10     |
| V. De Angelis   | 7        | 11       | 7        | 2        | 2        | 2            | 1            | 0            | 0            | 1            | 9      | 12     | 7      | 2      | 3      |
| G. Biliana      | 24       | 205      | 153      | 44       | 8        | 2            | 15           | 13           | 2            | 0            | 26     | 220    | 166    | 46     | 8      |
| V. Petrauskaitė | 26       | 402      | 358      | 40       | 4        | 2            | 26           | 24           | 1            | 1            | 28     | 428    | 382    | 41     | 5      |
| S. Popović      | 25       | 405      | 341      | 39       | 25       | 2            | 30           | 28           | 0            | 2            | 27     | 435    | 369    | 39     | 27     |
| R. Puerari      | 25       | -        | -        | -        | -        | 2            | -            | -            | -            | -            | 27     | -      | -      | -      | -      |
| B. Radulović    | 26       | 32       | 10       | 10       | 12       | 2            | 2            | 0            | 0            | 2            | 28     | 34     | 10     | 10     | 14     |
| F. Stufi        | 23       | 98       | 76       | 17       | 5        | 1            | 1            | 1            | 0            | 0            | 24     | 99     | 77     | 17     | 5      |
| C. Tarozzo      | 12       | -        | -        | -        | -        | 0            | -            | -            | -            | -            | 12     | -      | -      | -      | -      |

P = presenze; PT = punti totali; AV = attacchi vincenti; MV = muri vincenti; BV = battute vincenti